# Dog's Best Friend (Beverly Hills, 90210)
Dog's Best Friend is de vierentwintigste aflevering van het negende seizoen van het tienerdrama Beverly Hills, 90210, die voor het eerst werd uitgezonden op 5 mei 1999.

## Plot
Gina heeft het op het moment helemaal gehad met Dylan, zij baalt dat hij zijn emoties niet toont en doet van alles om hem jaloers te maken. Dylan geeft nog steeds geen reactie en Gina rent naar buiten vanuit de After Dark en komt David tegen die haar opvangt, na wat praten raken zij verzeild in een kus. Als Gina op haar werk komt bij Matt dan geeft zij aan dat zij ontzettende kiespijn heeft en Kelly biedt haar aan om Mel te bellen, die tandarts is. Gina zoekt Mel op om haar af te helpen van de kiespijn en hij zorgt ervoor dat zij geen pijn meer heeft, Mel komt er ook achter dat zij boulimia heeft en wil met haar hierover praten. Gina wuift dit weg en wil er niets van weten. Mel ligt Kelly in over het probleem van Gina en Kelly wil Gina helpen en geeft haar een telefoonnummer van een therapeut. Ondertussen gaan Dylan en David een weekendje naar Las Vegas om te ontspannen, in een bar ontmoeten zij twee dames waar zij een klik mee krijgen en Dylan eindigt met eentje van hen, Mary, in bed. Het verbaast David hoe makkelijk dit gaat bij Dylan en David waarschuwt Dylan dat hij met vuur speelt aangezien hij met Gina gaat. Dylan wuift dit weg en vertelt hem dat Gina hier nooit achter zal komen. Als Dylan en David weer thuis zijn dan belt Mary ineens op en David heeft haar aan de telefoon en nodigt haar uit en vergeet Dylan hierover in te lichten. Gina zoekt Dylan op om het uit te praten als zij Mary ineens aan ziet komen wordt zij weer boos op Dylan en verlaat hem. Dylan is nu boos op David dat hij Mary heeft uitgenodigd en verwijt hem dat hij achter Gina aanzit en dit heeft opgezet.
Noah is nog steeds boos op Matt dat hij bezig is met zijn speurtocht naar misstanden van oliebedrijven inclusief het bedrijf van zijn vader. Later komt hij erachter dat de partner, Adam, van zijn vader wel op de hoogte was van het bewuste dumpen van afval en zijn vader niet, toen zijn vader overleed wilde Adam de verantwoording afschuiven naar zijn vader. Deze ontdekking kan Noah bewijzen met memo’s en geeft deze aan Matt zodat de naam van zijn vader gezuiverd kan worden.
Steve heeft op zijn krant een computerprogramma dat perfecte relaties kan koppelen. Janet kan haar nieuwsgierigheid niet bedwingen en probeert het uit. Steve komt hierachter en is teleurgesteld dat zij dit gedaan heeft, Janet zegt hem dat zij dit doet uit onderzoek maar hij betwijfelt dit en gaat zelf ook op zoek. Beide worden gekoppeld aan perfecte kandidaten en gaan met hen een avondje uit. Later beseffen zij dat de kandidaten té perfect zijn en dat willen zij ook weer niet en beseffen dat zij al een perfecte kandidaat hebben, namelijk elkaar.
Donna wordt voor het blok gezet, met haar gevoelens voor Wayne en Noah die haar vraagt om samen te gaan wonen en al druk op zoek is naar een woning. Donna weet niet of zij hier al aan toe is en wordt stiekem in de armen van Wayne gedwongen. Zonder het te beseffen valt zij voor Wayne en ze eindigen in elkaars armen.
Kelly loopt op een avond naar een café waar zij een afspraak heeft met Dylan. Onderweg wordt zij aangevallen door een man die haar een steeg in duwt en haar verkracht.

## Rolverdeling
- Jennie Garth - Kelly Taylor
- Ian Ziering - Steve Sanders
- Brian Austin Green - David Silver
- Tori Spelling - Donna Martin
- Luke Perry - Dylan McKay
- Joe E. Tata - Nat Bussichio
- Lindsay Price - Janet Sosna
- Daniel Cosgrove - Matt Durning
- Vanessa Marcil - Gina Kincaid
- Matthew Laurance - Mel Silver
- Vincent Young - Noah Hunter
- Shawn Christian - Wayne Moses
- Cliff Dorfman - Joe Patch (de verkrachter)
- Eric Pierpoint - Adam
- Bonnie Somerville - Mary